# Afghánská vlajka

Vlajka Islámského emirátu Afghánistán (mezinárodně neuznané vlády)
Poměr stran: 1:2

Vlajka Islámského emirátu Afghánistán (varianta vlajky mezinárodně neuznané vlády)
Poměr stran: 1:2

Vlajka exilové vlády Afghánské islámské republiky
Poměr stran: 2:3

Vlajka Afghánistánu se od získání samostatnosti v roce 1919 v průběhu 20. a 21. století často měnila v souvislosti s politickými změnami.
Od pádu Kábulu (ten padl 15. srpna 2021) ve válce v Afghánistánu je afghánskou vlajkou vlajka obnoveného Islámského emirátu Afghánistán. Vlajkou tohoto mezinárodně neuznaného emirátu se stala vlajka afghánského politicko-vojenského hnutí Tálibán o poměru stran 1:2. Podobná vlajka (s jiným grafickým provedením) byla vlajkou Afghánistánu již v letech 1997–2002. Vlajka je tvořena bílým listem s černou šahádou (arabským, islámským krédem, neboli vyznání víry, které patří k pěti pilířům islámu – v překladu „Není božstva kromě Boha a Muhammad je posel Boží“). Výtvarné pojetí textu šahády zřejmě není standardizováno.
Navzdory vzniku emirátu existuje od 29. září 2021 exilová vláda Islámské republiky Afghánistán, užívající afghánskou vlajku před vznikem emirátu.

## Historie
Na území dnešního Afghánistánu, který byl osídlen již před 50 000 lety, a od starověku byl křižovatkou obchodních cest, vzniklo mnoho státních útvarů. Z vexilologického pohledu je zajímavý rok 1881, kdy se začaly užívat první afghánské státní vlajky, černé vlajky emirátu Kábul, pro celý Afghánský emirát. Černá barva je v Afghánistánu barvou slávy.
Za vlády emíra Habibulláha (1901–1919) byla zavedena státní vlajka, užívána kromě panovníka i vojskem a celní službou. Vlajka byla tvořena černým listem s bílým státním znakem – mihrábem (výklenek ve středu stěny mešity) s minbarem (prostor ze kterého je vedena páteční modlitba) umístěným v mešitě, na níž byl položen kollah (panovnická čepice). Země však byla britským protektorátem a vládní úřady neměly právo žádnou vlajku vyvěšovat.
Po smrti Habibulláha vyhlásil 28. února 1919 jeho syn Amanulláh, po nástupu na trůn, plnou nezávislost země. 19. srpna Britové smlouvou z Rávalpindí nezávislost uznali a následně byla zavedena první státní vlajka Afghánského emirátu. Tu opět tvořil černý list s bílým znakem uprostřed. Znak byl tvořen mešitou s mihrábem a minbarem, na níž byl položen kollah. Po stranách mešity byly dva prapory a pod ní dvě zkřížené šavle. Emblém byl umístěn uprostřed kruhu z paprsků, uspořádaných do osmicípé hvězdy.
V roce 1921 se kruh paprsků změnil na ovál a pod mešitou se objevil otevřený korán (obrázek však neodpovídá popisu). Výtvarné provedení však nebylo právně závazné – první ústava z 10. dubna 1923 podobu vlajky neuváděla.

Vlajka emirátu Kábul (1881–1901)
Vlajka emirátu Afghánistán (1901–1919)
Vlajka Afghánského emirátu (1919–1921)
Vlajka Afghánského emirátu (1921–1926) Vlajka Afghánského království (1928–1929)

9. června 1926 bylo vyhlášeno Afghánské království. V této souvislosti došlo ke změně státního znaku, a tím i vlajky. Byl odstraněn kollah, šavle, korán a paprsky. Emblém byl nově zarámován do věnce ze snítek vavřínu a dubu, svázaných v dolní části stuhou do podoby půlměsíce.
2. září 1928 přijalo Velké shromáždění (Lója Džirga) na popud krále Amanulláha novou vlajku, tvořenou třemi svislými pruhy: černým, červeným a zeleným, s uprostřed umístěným, novým znakem. Král zdůvodnil zavedení nové vlajky snahou o změnu původního symbolu země pod britskou nadvládou. Podle jeho výkladu připomínal černý pruh minulost země, červený krev, prolitou za její nezávislost, a zelený pruh symbolizoval bohatství a naději do budoucna. Podle jiné interpretace byla červená barvou panovníka a zelená symbolizovala islám. Znak byl ovlivněn sovětskými emblémy, zřejmě šlo o snahu navázat těsnější styky s tehdy mocným sousedem proti britskému vlivu – zasněžený horský hřbet s vycházejícím sluncem, obklopený věncem z obilných klasů, obtočených a svázaných v dolní části stuhou s arabskými nápisy Alláh a Muhamed. V horní části byla pěticípá hvězda.
V období od 1. července do 2. září 1928 se dle některých zdrojů užívala vlajka se třemi vodorovnými pruhy: černým, červeným a zeleným, s bílým znakem z roku 1919 uprostřed.
Na podzim roku 1928 byl král svržen (Amanulláhovy reformy po vzoru evropských zemí a Turecka ve snaze modernizovat zemi narazily na odpor kmenových vládců a duchovenstva) a novým emírem se stal 18. ledna 1929 Bacha-i-Saqao (jako Habibulláh II.), který zrušil (kromě všech zavedených reforem) i státní symboly a obnovil ty užívané v letech 1919–1926, tedy před vznikem království.
Dle některých zdrojů Habibulláh zavedl vlajku se třemi svislými pruhy: červeným, černým a bílým. Červená barva připomínala staré královské prapory, černá staré národní vlajky a bílá afghánské znaky.
V říjnu 1929 byl Habibulláh II. svržen a 16. října 1929 byl novým králem provolán bývalý ministr Muhammad Nádir (jako Nádir Šáh. V této souvislosti byla zavedena vlajka Afghánského království se třemi svislými pruhy: černým, červeným a zeleným, s uprostřed mírné upraveným znakem z let 1921–1926.
31. října 1931 schválilo Velké shromáždění (Lója Džirga) ústavou novou vlajku, tvořenou opět třemi svislými pruhy: černým, červeným a zeleným. Uprostřed však byl nový znak, schválený již v roce 1930. Znak by tvořen mihrábem s minibarem umístěnými v mešitě. Po stranách vlály dva prapory a pod mešitou byl islámský letopočet 1348 (v islámském kalendáři rok 1929/30, tedy rok, kdy byl Nádir Šáh prohlášen králem a zaveden nový znak). Emblém byl vložen do věnce z obilných klasů, ovinutých stuhou, v jejíž dolní části byl, arabský psaný název země (AFGHÁNISTÁN). Poměr stran nebyl určen, vlajky byly zhotovovány v poměru stran 1:2 i 2:3. Po smrti (zavraždění) Nádira, jeho syn Muhammad Záhir Šáh vlajku zachoval. Ústava z 1. října 1964 stanovila poprvé poměr stran vlajky – na 2:3. Rozměry znaku však nebyly stanoveny, takže podoba vlajky v různých publikacích kolísala.

Vlajka Království Afghánistán (1926–1928), mírně odlišná od zdroje
Vlajka Království Afghánistán (1928)
Vlajka Emirátu Afghánistán (1929)
Vlajka Afghánského království (1929–1931), neodpovídá zdroji, znak by měl být oválný
Vlajka Afghánského království (1931–1973) Poměr stran: do roku 1964 nestanoveno (1:2 i 2:3), poté 2:3

17. července 1973 byla po nekrvavém převratu generála Mohammeda Daúda Chána vyhlášena Afghánská republika a z emblému na vlajce (pravděpodobně) vypuštěn letopočet. (není obrázek)
Novou státní vlajkou, která byla poprvé vztyčena 9. května 1974, se stal list o poměru stran 2:3, který byl tvořen třemi vodorovnými pruhy: černým, červeným a zeleným, v poměru šířek 1:1:2. V horním rohu byl na černém a červeném pruhu umístěn nový žlutohnědý státní znak, který byl zaveden již v roce 1973. Znak byl tvořen orlem s roztaženými křídly s mihrábem a schůdky kazatelny na hrudi, nad ním paprsky vycházejícího slunce, vše obklopeno věncem stylizovaných pšeničných klasů. Na žluté stuze v dolní části byl černý název země „DE AFGHÁNISTÁN DŽUMHÚRIJAT” (Republika Afghánistán) v paštunštině a datum „26. čangáš 1352” islámské éry (den vzniku republiky 17. července 1973. Černá barva měla připomínat barvu, kterou užívali vůdcové afghánského boje za svobodu, červená symbolizovala krev hrdinů a zelená klidnou atmosféru po vzniku republiky a blahobyt budoucnosti. Pšeničné klasy připomínaly zemědělství státu, sluneční paprsky symbolizovaly štěstí a naději na radostný život. Orel připomíná slavnou tradici a hrdinství afghánského lidu, mihráb se schůdky symbolizují islám.
27.–28. dubna 1978 proběhl v Afghánistánu ozbrojený převrat (viz Saurová revoluce) a 30. dubna byla vyhlášena Afghánská demokratická republika (prezidentem se stal Núr Mohammad Tarakí). 14. června 1978 byl přijat dekret o nových státních symbolech, které však byly zavedeny až o čtyři měsíce později. Prozatímně se užívala vlajka z roku 1974, avšak bez znaku.
19. října 1978 byla v Kábulu slavnostně vztyčena nová vlajka tvořená červeným listem o poměru stran 1:2 se žlutým znakem v horním rohu. Znak byl tvořen nápisem CHALK (česky Masy, podle promarxistické Lidové demokratické strany). Nápis byl obklopen věncem obilných klasů, v horní části byla pěticípá hvězda a dolní části stuha, na které byl dvouřádkový nápis „DE SAUR ENKLAB 1357” (česky Dubnová revoluce 1357, tj. rok 1978) a „DE AFGHÁNISTÁN DEMOKRATIK DŽUMHÚRIJAT” (úřední název země). Pěticípá hvězda symbolizovala pět národností země.
16. září 1979 proběhl v zemi další převrat, prezident Tarakí byl popraven, ale nové symboly přijaty nebyly, protože již 27. prosince byl jiným převratem svržen a prezidentem se stal díky pomoci intervenčních sovětských vojsk Babrak Karmal. Karmalova vláda vyhověla přání občanů a na vlajku se 21. dubna 1980 vrátila zelená barva islámu. Nově přijatá vlajka byla poprvé vztyčena na výročí revoluce 27. dubna 1980. Tvořena byla listem o poměru stran 1:2 se třemi vodorovnými pruhy: černým, červeným a zeleným. V horním rohu byl umístěn nový znak, zabírající spodní polovinu černého a horní 2/3 červeného pruhu. Znak tvořilo rozdělené kruhové pole, horní část byla bílá s vycházejícím bílým sluncem se žlutou kresbou a s paprsky, dolní část byla zelená s bílým mihrábem s minibarem se zlatou kresbou, pod nimi rozevřená bílá kniha se zlatou kresbou. Kolem byl žlutý věnec pšeničných klasů, ovinutý v dolní části stuhou v národních barvách, nahoře žluté ozubené kolo (resp. část) a červená, pěticípá hvězda. Černá barva vlajky symbolizovala temnou minulost země a připomínala revolucionáře Abú Muslima al-Churásáního, červená krev prolitou za svobodu a spravedlnost a připomínala dubnovou revoluci v roce 1978, zelená symbolizovala islám a zemědělskou tradici země. Slunce s paprsky naznačovaly nástup nové epochy v historii země a víru v budoucnost, kniha představuje korán ale i osvětu, rozvoj vědy a kultury. Věnec symbolizuje zemědělství, ozubené kolo průmysl a hvězda naději ve vítězství revoluce.
Ani s pomocí sovětských vojsk nedokázala vláda kontrolovat celé území státu a vypukla občanská válka. V květnu 1986 byl Karmal nahrazen umírněnějším Muhammadem Nadžíbulláhem, 30. listopadu byl novou ústavou změněn název země na Afghánská republika a byl upraven statní znak, což se projevilo i na vlajce: byla vypuštěna hvězda a kniha, dolní zelene pole bylo nově obloukovité, čast ozubeného kola byla přemístěna do dolní části (uvedeny hlavní změny). Vypuštění hvězdy a knihy, nejvíce ideologických prvků, měla být naznačena vstřícnost tradicionalistickému hnutí a islámské víře obyvatelstva. Svázání klasů a ozubeného kola vyjadřovalo národní jednotu a usmíření.

Vlajka Republiky Afghánistán (1974–1978) Poměr stran: 2:3
Prozatímní vlajka Afghánské demokratické republiky (1978) Poměr stran: 2:3
Vlajka Afghánské demokratické republiky (1978–1980) Poměr stran: 1:2
Vlajka Afghánské demokratické republiky (1980–1987) Poměr stran: 1:2
Vlajka Afghánské republiky (1987–1992) Poměr stran: 1:2

K 15. únoru 1989 odešla sovětská okupační vojska ale již 20. března vyhlásily proislámské síly v pákistánském Péšávaru exilovou vládu Afghánského islámského státu, 28. dubna 1992 byl stávající režim svržen a v Kábulu byl vyhlášen Islámský stát Afghánistán. Prozatímní vlajkou se stal list o poměru stran 1:2 se třemi vodorovnými pruhy: zeleným, bílým a černým. V horním pruhu byl bílý arabský nápis „ALLÁHU AKBAR” (česky Alláh je velký) a v bílém byl černý nápis šahády („LÁ ‘ILAHA ILLÁ ‘LLÁHI WA MUHAMMADUN RASÚLU ‘LLÁHI”, česky Není boha kromě Alláha a Mohammad je jeho prorok). Dle některých zdrojů byl text šahády modrý nebo tmavě žlutý. S tímto praporem vedli islámští mudžáhedíni boj s prosovětským režimem.
28. června 1992 se stal prezidentem Burhánuddín Rabbání, 2. ledna 1993 byla přijata nová ústava, a v této souvislosti byly přijaty státní symboly Islámského státu Afghánistán. Dekret o nových státních symbolech byl zveřejněn v tisku již 3. prosince 1992. Z dočasné vlajky (poměr stran 1:2 zůstal zachován) byly vypuštěny texty a do středu listu byl umístěn nový státní znak (výška znaku odpovídala ½ až ⅔ šířky vlajky) ve žluté barvě. Znak zobrazoval mešitu s mihrábem a minibarem, nad mešitou paprsky vycházejícího slunce a takbír, pod ní  letopočet 1371 (v islámském kalendáři rok 1992, tedy rok svržení prosovětského režimu), po stranách byla vždy vlajka se třemi vodorovnými pruhy. Vše ve věnci ze svazků obilí, ovinutým stuhou, nahoře byla šaháda, dole na stuze nápis arabský nápis DE AFGHÁNISTÁN ISLAMÍ DAULÁT (česky Islámský stát Afghánistán). Celý emblém byl ještě orámován dvěma zkříženými šavlemi. Znak symbolizoval muslimskou víru, zemědělství, povinnost každého muslima šířit víru i mečem a připravenost Afghánců bránit svou vlast.
Situace nakonec přerostla v občanskou válku, čehož využilo radikální (ba ultraortodoxní) hnutí Tálibán, které s pákistánskou podporou ovládlo v letech 1994–1996 většinu země a nastolilo islámskou diktaturu, 27. září 1996 dobyla tálibánská vojska i Kábul a prezident Rabbání byl nucen uprchnout do Badachšánu. 26. října 1997 byl vyhlášen Afghánský islámský emirát a zavedena nová státní vlajka: bílý list (ten užívala tálibánská vojska na svých vozidlech v letech 1996–1997) o poměru stran 2:3 (nejčastěji) či 1:2 (poměr nebyl zřejmě oficiálně stanoven) doplněný o černou šahádu.

Prozatímní vlajka Islámského státu Afghánistán (1992–1993) Poměr stran: 1:2
Vlajka Islámského státu Afghánistán (1993–1996/97 a 2002) Poměr stran: 1:2
Vlajka Afghánského islámského emirátu (1997–2002) Poměr stran: většinou 2:3

Po teroristických útocích v USA (11. září 2001) byla vyhlášena válka proti terorismu s jednou z hlavních akcí: Operací Trvalá svoboda ve válce v Afghánistánu. Do listopadu 2001 se podařilo dobýt většinu země a 13. listopadu byla obnovena Rabbáního vláda – prezidentem byl jen do 22. prosince, poté se stal hlavou státu předseda prozatímní vlády Hámid Karzaj (někdy uváděn i jako prozatímní prezident). Až do přijetí nové vlajky 27. ledna 2002 se užívala vlajka islámského emirátu. Nová vlajka byla tvořena listem o poměru stran 1:2 se třemi svislými pruhy: černým, červeným a zeleným.
Po týdnu byla doplněna ve středu vlajkového listu o nový, bílý státní znak s tmavě žlutou kresbou, připomínající znak z roku 1931–1974, doplněný o šahádou a pod ní takbírem v horní části a prapory po stranách. (není obrázek dle obr. č. 35 ze zdroje)
Již 27. června 2002 byla barva znaku na vlajce změněna na žlutou, prapory po stranách měly svislé pruhy a letopočet byl změněn na 1380 (2002). Na stuze byl v dolní části nový název státu: Přechodný islámský stát Afghánistán. (není obrázek dle obr. č. 37 ze zdroje)
4. ledna 2004 byla přijata nová ústava, 26. ledna ji podepsal prozatímní prezident Hámid Karzaj, a byla vyhlášena Afghánská islámská republika. V této souvislosti byly zavedeny nové státní symboly. Vlajkou se stal list o poměru stran 2:3 se třemi svislými pruhy (stejně jako na předchozí vlajce) s mírně upraveným znakem s bílou kresbou z roku 2002: mezi šahádu a takbír (v horní části) byl přidán islámský letopočet 1298 (1919) a na stuze byl změněn název státu na AFGHÁNISTÁN. Rok připomínal vyhlášení nezávislosti na Spojeném království. V praxi se užívaly i vlajky o poměru stran 1:2 a se znakem, zasahujícím i do krajních pruhů.
19. srpna 2013 došlo k úpravám státních symbolů a oficiálně byly zavedeny dvě verze státní vlajky: jedna verze měla bílou kresbu znaku, druhá barevnou (znak byl bílý se žlutou kresbou, s tmavě žlutými nápisy a letopočtem). Prapory po stranách byly barevné (dle nové úpravy, s tmavě žlutou kresbou a bílými žerděmi).

Vlajka Přechodného islámského státu Afghánistán (týden v roce 2002) Poměr stran: 1:2
Vlajka Afghánské islámské republiky (2004–2013) Poměr stran:  2:3 (oproti zdroji mírně odlišný)
Vlajka Afghánské islámské republiky (2013–2021) Poměr stran:  2:3
Vlajka Afghánské islámské republiky (2013–2021), barevná verze Poměr stran:  2:3

V roce 2021 bylo postupně stahováno americké vojsko (původně mělo být stažení dokončeno do 31. srpna), Tálibán ovládl všechny provincie a 15. srpna 2021 ovládl i Kábul a prezident Ašraf Ghaní uprchl do zahraničí. 19. srpna 2021 byl vyhlášen Islámský emirát Afghánistán a vlajkou se stal (stejně jako v roce 1997) tálibánský bílý prapor s šahádou, nově však v jiném grafickém provedení. Přijetí vlajky 19. srpna 2021 je však nejisté, z Afghánistánu nejsou po ovládnutí Tálibánem relevantní informace.
Kromě této vlajky se objevují i různé varianty, např. doplněné o různé arabské nápisy. Jde však zřejmě pouze o revoluční iniciativy, protože na státní vlajce nemůže být (kromě „slova božího”) žádný jiný nápis.
Vláda Islámského emirátu Afghánistán nebyla mezinárodně uznána, 29. září 2021 vznikla v hlavním městě provincie Pandžšír, Bázáraku exilová vláda Islámské republiky Afghánistán, která užívá symboly před vznikem emirátu. Na velvyslanectví v Praze se tak vlajka nezměnila (srpen 2021). Také na Olympijských hrách v Paříži v roce 2024 byla užívána vlajka z doby před vznikem emirátu.

Alternativní vlajka Islámského emirátu Afghánistán Poměr stran: 1:2

## Vlajky hlav státu
V průběhu historie měl Afghánistán různé formy vlády: emirát, království či republika. Uvedené vlajky nemají jasné zdroje.

### Království
Od 9. června 1926 do vojenského převratu 17. července 1973 byl Afghánistán královstvím.

Vlajka afghánského krále (1931–1973) Poměr stran: 2:3

### Republika
Republikou by Afghánistán od 17. července 1973 do 26. října 1997, kdy byl vyhlášen Afghánský islámský emirát, a od 13. listopadu 2021 do 19. srpna 2021, kdy byl vyhlášen Islámský emirát Afghánistán.

Vlajka afghánského prezidenta (2004–2013) Poměr stran: 2:3
Vlajka afghánského prezidenta (2013–2021) Poměr stran: 2:3